# Зоммерсдорф
Зоммерсдорф (нем. Sommersdorf) — община в Германии, в земле Саксония-Анхальт.
Входит в состав района Бёрде. Подчиняется управлению Обере Аллер. Население составляет 1457 человек (на 31 декабря 2010 года). Занимает площадь 19,33 км².